# Gasser Felstechnik
Die Gasser Felstechnik AG ist ein Schweizer Spezialunternehmen für Untertagebau, Felssicherung, Sprengtechnik und Spezialtiefbau. Unter der Marke Gasser Bauservice ist das Unternehmen zusätzlich im Hoch- und Tiefbau tätig. Der Hauptsitz des Unternehmens ist in Lungern im Kanton Obwalden.

## Unternehmensdaten
Die Gasser Felstechnik AG wurde 1922 gegründet und beschäftigt rund 300 Mitarbeitende. Das Tätigkeitsgebiet umfasst die gesamte Schweiz, Spezialprojekte werden weltweit ausgeführt. Das Unternehmen befindet sich in Familienbesitz und ist Mitglied des Schweizerischen Baumeisterverbandes. Neben dem Hauptsitz in Lungern gibt es einen Firmenstandort in Fridolfing (Deutschland) sowie Zweigniederlassungen in Giswil, Meiringen, Hofstetten bei Brienz, Innertkirchen, Grindelwald, Andermatt, Ennetbürgen, Kriens, Sils Maria und Zermatt.

## Auszeichnungen und Zertifizierungen
Im Jahre 1996 wurde die Gasser Felstechnik AG als erste Bauunternehmung der Urschweiz nach ISO 9001 zertifiziert. Im Jahr 2000 erhielt das Unternehmen den Innovationspreis der Zentralschweizerischen Handelskammer. Die Gasser Felstechnik AG rangierte dreimal (1998, 2000, und 2001) unter den 50 Top-KMU der Schweiz, ermittelt von dem Schweizer Wirtschaftsmagazin Bilanz. Im Jahr 2001 erfolgte die Zertifizierung nach ISO 14001 und im Jahr 2004 die Zertifizierung nach OHSAS 18001. Im Dezember 2006 gewann das Spezialunternehmen den Hauptpreis Public Award im Rahmen der 11. Swiss Logistics Awards. Im April 2008 erreichte das Unternehmen den zweiten Platz des Unternehmerpreises des Swiss Venture Clubs.

## Kernkompetenzen
Zu den wichtigsten Aktivitäten des Unternehmens zählen Untertagebau (Stollen- und Tunnelbau, Kleinprofile, Vertikal- und Schrägschachtbau, Alimak-Vortrieb, Profilaufweitungen und Nischen), Felssicherung (Naturgefahrenbewältigung, Arbeiten im hochalpinen Gelände, Steinschlagschutz, Felsreinigungen, Hangsicherung), Spezialtiefbau (Nagel- und Spritzbetonarbeiten, Ankerarbeiten, Mikropfähle, Injektionen), Sprengtechnik (Felsabträge, Steinbruchbewirtschaftung, Sicherheitssprengungen, Bauwerkssprengungen), Bauservice (Hoch- und Tiefbau, Infrastruktur im alpinen Raum, Rohmaterialien und Deponien), der Sprengmittelvertrieb und die Gasser Engineering AG. Das Unternehmen unterhält das grösste private Sprengmittellager der Schweiz und verbraucht selbst jährlich etwa 400 Tonnen verschiedener Sprengstoffe.

## Stollensystem im Industrieareal Walchi
Das Industrieareal Walchi umfasst mehrere Stollen und Kavernen, die angrenzend an den Unternehmenssitz in Lungern in den Fels getrieben sind. Der TechnoTunnel ist ein Teststollen und Kavernen mit entsprechender Infrastruktur für praktische Versuche, Schulungen und Demonstrationen von Maschinen und Materialien unter realistischen Bedingungen. Angrenzend befindet sich die unterirdische Schiessanlage Brünig Indoor sowie das Restaurant Cantina Caverna. Auch die europaweit einzigartige Feuerwehr-Tunnelübungsanlage mit einem 150 m langen Brandstollen des Interkantonalen Feuerwehr-Ausbildungszentrums (International Fire Academy, ifa) gehört zur unterirdischen Anlage.